# Lista chorążych reprezentacji Turkmenistanu na igrzyskach olimpijskich
Lista chorążych reprezentacji Turkmenistanu na igrzyskach olimpijskich – lista zawodników i zawodniczek reprezentacji Turkmenistanu, którzy podczas ceremonii otwarcia nowożytnych igrzysk olimpijskich nieśli flagę Turkmenistanu.

## Chronologiczna lista chorążych
| Lp. | Rok i miejsce | Chorąży               | Dyscyplina    |
| --- | ------------- | --------------------- | ------------- |
| 1   | 1996, Atlanta | Rozy Redzhepov        | Zapasy        |
| 2   | 2000, Sydney  | Chary Mamedov         | Lekkoatletyka |
| 3   | 2004, Ateny   | Shokhrat Kurbanov     | Boks          |
| 4   | 2008, Pekin   | Guwanç Nurmuhammedow  | Judo          |
| 5   | 2012, Londyn  | Serdar Hudaýberdiýew  | Boks          |
| 6   | 2016, Rio     | Merdan Ataýew         | Pływanie      |
| 7   | 2020, Tokio   | Gülbadam Babamuratowa | Judo          |
| 7   | 2020, Tokio   | Merdan Ataýew         | Pływanie      |